# Hervé Bohbot
Pour les articles homonymes, voir Bohbot.
 (novembre 2021).
Hervé Bohbot (né en 1968) est un joueur de scrabble français qui dispute des tournois francophones et anglophones.

## Biographie
En 2002, il traduit en français et devient administrateur d'Internet Scrabble Club, principal site de jeu de Scrabble en ligne.
À partir de 2003, il contribue à la réorganisation du Scrabble classique comme discipline de compétition au sein de la Fédération française de Scrabble et de la Fédération internationale de Scrabble francophone. Il est champion de France de Scrabble classique en 2005 et 2015, quatre fois vice-champion de France en 2004, 2006, 2007 et 2011 et a été en tête du classement du Scrabble classique pendant 92 semaines.
Il remporte trois fois le titre de champion du monde de Scrabble duplicate en paires, associé au Néo-Zélandais Nigel Richards, en 2017, 2018 et 2019.
De 2004 à 2023, il est membre du comité de rédaction de L'Officiel du jeu Scrabble, le dictionnaire de référence pour le Scrabble francophone édité par Larousse.
Président du club de Montpellier de 2009 à 2023, il a été responsable du comité d'organisation des 39es championnats du monde de Scrabble francophone qui ont eu lieu du 14 au 21 août au Corum et ont rassemblé plus de 1200 joueurs de 27 pays. De 2015 à 2023, il est également président du comité régional Languedoc-Roussillon de Scrabble,.
En 2023, en profond désaccord avec la Fédération française de Scrabble, notamment à propos de la censure, du dictionnaire Officiel du Scrabble par la société Mattel, il rejoint la Fédération Roumaine de Scrabble francophone et se licencie au CSM Bucarest. 
De 2003 à 2013, Bohbot a été le seul représentant français au Championnat du monde de Scrabble anglophone :
| Année | Lieu         | Classement | Victoires |
| ----- | ------------ | ---------- | --------- |
| 2003  | Kuala Lumpur | 87e/90     | 8/24      |
| 2005  | Londres      | 93e/102    | 9/24      |
| 2007  | Bombay       | 94e/104    | 9/24      |
| 2009  | Johor Bahru  | 85e/108    | 10/24     |
| 2011  | Varsovie     | 100e/106   | 11/34     |
| 2013  | Prague       | 99e/110    | 14/31     |
| 2017  | Nottingham   | 47e/77     | 17/35     |

## Palmarès
- Champion du monde de Scrabble duplicate en paires avec Nigel Richards  (2017, 2018, 2019)
- Champion de France de Scrabble classique (2005, 2015)
- Vice-champion de France de Scrabble classique (2004, 2006, 2007, 2011)
- Champion régional Languedoc-Roussillon (duplicate : 2003, 2004, 2009, 2020, 2023 ; classique : 2005, 2006, 2009, 2014 à 2018, 2023)

### Sources
- (fr) Classement international de Scrabble classique.
- (fr) Palmarès sur le site de la Fédération française de Scrabble
- (fr) Palmarès comité Languedoc-Roussillon
- (en) Résultats en Scrabble anglophone